# Чудовий візит
«Чудовий візит» (англ. The Wonderful Visit) — роман англійського письменника Герберта Веллса. Написаний в 1895 році.
Роман описує візит янгола до Англії. Янгол нічого не знає про життя людей, але що більше часу проводить серед них, то більше уподібнюється до людини.

## Сюжет
До південної Англії прибуває янгол, якого спершу сприймають за екзотичного птаха. Орнітолог-аматор К. Гілер, вікарій Сіддермотона, полює на нього та підстрелює в крило, а потім піклується про нього. Істота походить із «Країни снів» (своєю чергою для нього Земля теж «Країна снів»), і хоча янгол привітний до людей, він нічого не знає про їхнє життя. Спостерігаючи англійські реалії, він починає засуджувати їх і його зрештою критикують як «соціаліста».
Вікарій зазнає нападок з боку інших священнослужителів, сусідів і навіть слуг за приховування янгола, в потойбічне походження якого ніхто не вірить. Єдиним талантом янгола є майстерна гра на скрипці. Та коли леді Гаммергаллоу влаштовує його виступ, виявляється, що янгол не вміє читати ноти, тож виступ зривається. Його крила поступово атрофуються, але місцевий лікар, доктор Крамп, замість допомогти, погрожує посадити янгола у в'язницю або божевільню. Після того, як ангел знищив колючий дріт на території місцевого баронета, сер Джон Готч дає вікарію тиждень, щоб він подів кудись янгола, погрожуючи судом.
Містер Гілер з жалем планує повезти янгола до Лондона й лишити там. На заваді стає те, що янгол б'є сера Джона Ґотча батогом після того, як місцевий землевласник нахабно наказує йому покинути свою землю. Думаючи, що вбив Ґотча, янгол повертається до вікарія та бачить його будинок, охоплений пожежею. Служниця Делія входить до палаючої будівлі, щоб урятувати скрипку янгола. Вражений цим вчинком, янгол кидається у вогонь і, як згадували свідки, на мить там з'явилися «дві постаті з крилами». Це супроводжувала дивна музика, котра «починалася і закінчувалася, як відчиняються та закриваються двері», що свідчить про повернення янгола додому в супроводі Делії.
В епілозі розповідається, що «під двома білими хрестами на цвинтарі Сіддермортона, які носять імена Томаса Енджела та Делії Гарді, нічого немає», і що вікарій помер протягом року після пожежі.

## Екранізації та інтерпретації
Ніно Рота написав однойменну оперу за сюжетом «Чудового візиту» (італ. La visita meravigliosa).
Екранізація Марселя Карне La Merveilleuse visite''  (1973).